# Down and Out Blues
Down and Out Blues è il primo album del musicista blues Sonny Boy Williamson II, pubblicato nel 1959.

## Tracce
Tutti i brani sono stati scritti dallo stesso Williamson.
Lato A
1. Don't Start Me to Talkin' – 2:30
2. I Don't Know – 2:20
3. All My Love in Vain – 2:45
4. The Key (To Your Door) – 3:10
5. Keep It to Yourself – 2:45
6. Dissatified – 2:40

Lato B
1. Fattening Frogs for Snakes – 2:16
2. Wake Up Baby – 2:21
3. Your Funeral and My Trial – 2:26
4. 99 – 2:35
5. Cross My Heart – 3:18
6. Let Me Explain – 2:50

## Formazione
- Sonny Boy Williamson – voce, armonica
- Muddy Waters – chitarra in Don't Start Me to Talkin' e All My Love in Vain
- Jimmy Rogers – chitarra in Don't Start Me to Talkin' e All My Love in Vain
- Otis Spann – pianoforte
- Willie Dixon – contrabbasso
- Fred Below – batteria
- Robert Lockwood, Jr. – chitarra
- Luther Tucker – chitarra
- Lafayette Leake – pianoforte in Wake Up Baby e Your Funeral and My Trial
- Eugene Pierson – chitarra in Wake Up Baby e Your Funeral and My Trial